# شهرآباد ایلات
شهرآباد ایلات، روستایی از توابع بخش مرکزی شهرستان رباط‌کریم در استان تهران ایران است.

## جمعیت
این روستا در دهستان منجیل‌آباد قرار دارد و براساس سرشماری مرکز آمار ایران در سال ۱۳۸۵، جمعیت آن ۶۶۶ نفر (۱۶۲خانوار) بوده‌است.